# Декартів добуток
Теоретико-множинні операції
{\displaystyle {\overline {A}}\;} доповнення

{\displaystyle A\cup B\;} об'єднання

{\displaystyle A\cap B\;} перетин

Неможливо розібрати вираз (SVG (MathML можна ввімкнути через плагін браузера): Недійсна відповідь («Math extension cannot connect to Restbase.») від сервера «http://localhost:6011/uk.wikipedia.org/v1/»:): {\displaystyle A\setminus B \;}
 різниця

{\displaystyle A\triangle B\;} симетрична різниця

{\displaystyle A\times B\;} декартів добуток

Декартів добуток множин та

У теорії множин, дека́ртів добу́ток (прями́й добу́ток) двох множин X та Y — це множина усіх можливих впорядкованих пар, у яких перший компонент належить множині X, а другий — множині Y. Це поняття названо на честь відомого французького математика Рене Декарта.
Декартів добуток двох множин X та Y позначають як X × Y:
Неможливо розібрати вираз (SVG (MathML можна ввімкнути через плагін браузера): Недійсна відповідь («Math extension cannot connect to Restbase.») від сервера «http://localhost:6011/uk.wikipedia.org/v1/»:): {\displaystyle X\times Y = \{(x,y) | x\in X \land y\in Y\}. }

Наприклад, якщо множина X складається з 13 елементів {A, K, Q, J, 10, 9, 8, 7, 6, 5, 4, 3, 2}, а множина Y — з 4 елементів {червоний, чорний, блакитний, зелений}, то декартів добуток цих множин є 52-елементною множиною (оскільки 13 × 4 = 52) {(A, червоний), (K, червоний), …, (2, червоний), (A, чорний), …, (3, зелений), (2, зелений)}.

## Декартів квадрат таn-арний добуток
Декартів квадрат (бінарний декартів добуток) множини X — декартів добуток X² = X×X.
Декартовим квадратом множини дійсних чисел {\displaystyle \mathbb {R} } є двовимірний простір (площина) {\displaystyle \mathbb {R} ^{2}=\mathbb {R} \times \mathbb {R} } — множина усіх точок з координатами (x, y), де x та y — дійсні числа (див. Декартова система координат).
Узагальнюючи декартів добуток на випадок n множин X1, X2, …, Xn, отримують n-арний декартів (прямий) добуток множин:
{\displaystyle X_{1}\times X_{2}\times \cdots \times X_{n}=\{(x_{1},x_{2},\ldots ,x_{n})|x_{1}\in X_{1}\land x_{2}\in X_{2}\land \cdots \land x_{n}\in X_{n}\}.}
Результатом є множина впорядкованих n-місних кортежів (n-ок, векторів, впорядкованих наборів). Тут i-й член n-ки називається i-ю координатою або i-ю компонентою.
n-арний декартів добуток однієї множини X × … × X позначають також як Xn і називають декартовим (прямим) степенем множини X.

## Властивості
Операція декартового добутку не є асоціативною та комутативною, тобто (A × B) × C ≠ A × (B × C), A × B ≠ B × A.
Справедлива така тотожність відносно операції перетину (для об'єднання не справедлива):
{\displaystyle (A\cap B)\times (C\cap D)=(A\times C)\cap (B\times D).}
Дистрибутивність буде виконуватись для таких операцій:
{\displaystyle A\times (B\cap C)=(A\times B)\cap (A\times C),}
{\displaystyle A\times (B\cup C)=(A\times B)\cup (A\times C),}
Неможливо розібрати вираз (SVG (MathML можна ввімкнути через плагін браузера): Недійсна відповідь («Math extension cannot connect to Restbase.») від сервера «http://localhost:6011/uk.wikipedia.org/v1/»:): {\displaystyle A \times (B \setminus C) = (A \times B) \setminus (A \times C),}

{\displaystyle {\overline {(A\times B)}}=({\overline {A}}\times {\overline {B}})\cup ({\overline {A}}\times B)\cup (A\times {\overline {B}}).}
Для підмножин будуть правильні твердження:
- Якщо {\displaystyle A\subseteq B}, то {\displaystyle A\times C\subseteq B\times C,}
- Якщо Неможливо розібрати вираз (SVG (MathML можна ввімкнути через плагін браузера): Недійсна відповідь («Math extension cannot connect to Restbase.») від сервера «http://localhost:6011/uk.wikipedia.org/v1/»:): {\displaystyle  A,B \neq \emptyset}
, то {\displaystyle A\times B\subseteq C\times D\iff A\subseteq C\land B\subseteq D.}

## Проєкції
Проєкцією кортежу A = (x1, x2, …, xn) на i-ту вісь (або i-ю проєкцією) називається i-та координата xi кортежу A, позначається Pri (A) = xi.
Проєкцією кортежу A = (x1, x2, …, xn) на осі з номерами i1, i2,…, ik називається кортеж (xi1, xi2, …, xik), позначається Pri1, i2, …, ik(A).
Приклад: Якщо V = {(a, b, c), (a, c, d), (a, b, d)}, то Pr1V = {a}, Pr2V = {b, c}, Pr2, 3V = {(b, c), (c, d), (b, d)}.